# Saint-Péver
Saint-Péver é uma comuna francesa na região administrativa da Bretanha, no departamento Côtes-d'Armor. Estende-se por uma área de 13,17 km². Em 2010 a comuna tinha 397 habitantes (densidade: 30,1 hab./km²).